# Hammarby IF Fotbolls historia
Detta är en redogörelse mer i detalj för Hammarby IF Fotbolls historia.

## 1915-1919
10 april 1889 bildades Hammarby Roddförening på Södermalm i Stockholm med Axel Robert Schönthal som initiativtagare. Namnet togs från Hammarby sjö, där man anordnat roddtävlingar sedan 1884.
Hammarby RF kontaktades 1896 av män som idrottade på idrottsplatsen Lerbacken vid Danvikstull. Det öppnade för breddande av idrottandet och den 7 mars 1897 bildades Hammarby Idrottsförening med C. Sundholm som sin första ordförande.
1915 stod Hammarby Idrottsplats, även kallad Kanalplan, klar. Det rådde stor brist på gräsplaner i Stockholmsområdet, varför Hammarby IF fick propåer om samgående från fotbollsklubbar som ville nyttja den nya planen. Johanneshovs IF fick nej då man krävde att klubben skulle byta namn till Johanneshov och att man skulle byta sina grönvita klubbfärger till Johanneshovs svartgula. Istället blev det Klara Sportklubb som välkomnades in i Hammarby IF och Hammarbys fotbollssektion bildades. Namnet Klara SK ströks ur Östsvenska serien efter 8 omgångar och ersattes av Hammarby, som vann serien. Hammarbys första match spelades den 15 augusti 1915 mot Västerås SK och man vann med 5-0. Första målskytt var Ragnar "Ragge" Gunnarsson.
Säsongerna 1915/1916 och 1916/1917 spelade man i Uppsvenska serien, vilket resulterade i en tredje respektive en första plats. 1916 deltog Hammarby för första gången i Svenska mästerskapen, som på den här tiden avgjordes genom utslagsturnering. 
1918 hade Johanneshovs situation förvärrats och man tog på nytt kontakt med Hammarby om ett samgående. Johanneshov fick igenom sitt krav att fotbollslaget skulle spela i Johanneshovs svartgula tröjor. Den 15 november 1918 klubbades beslutet igenom på ett styrelsemöte.

## 1920–1925

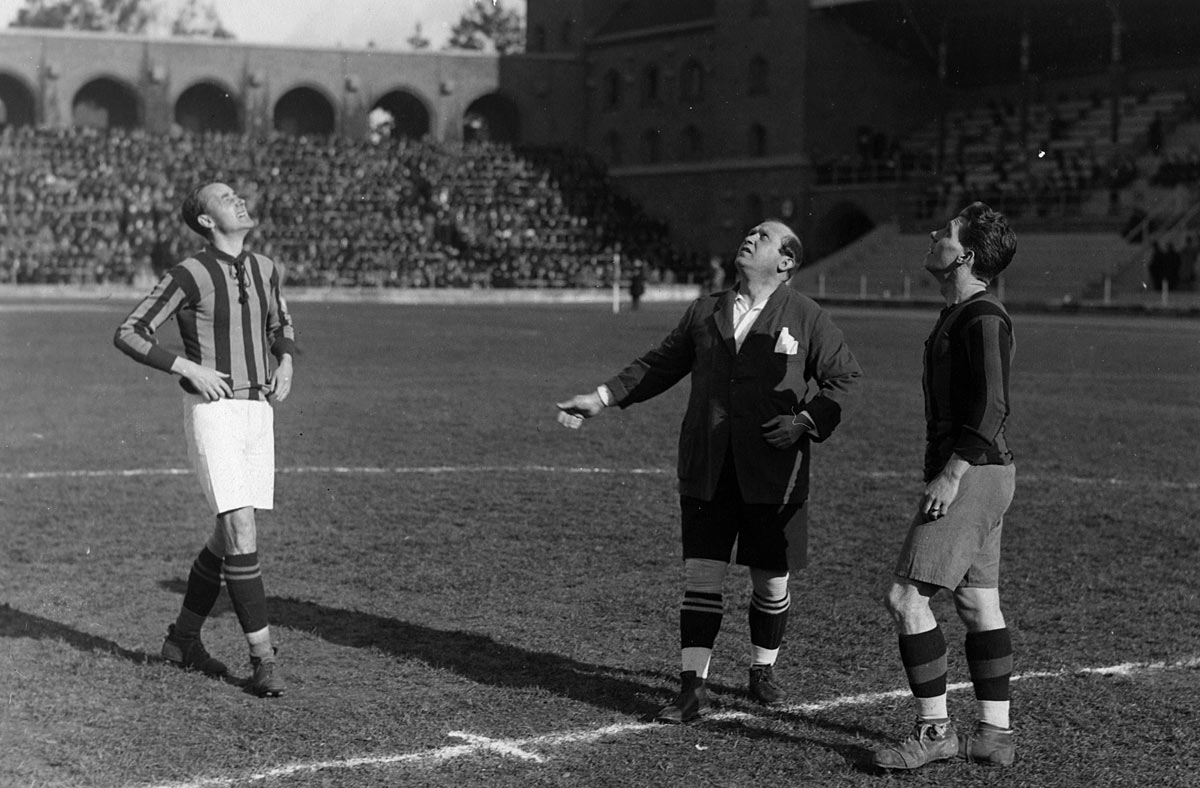
Gais Joel Björkman, domare Ruben Gelbord och Hammarbys Gösta Wihlborg vid slantsinglingen inför mästerskapsfinalen mellan Hammarby och Gais på Stockholms stadion 8 oktober 1922.

Hammarbys första starka period kom under 1920-talets första del. Hammarby deltog i Svenska serien, som var den största serien på den här tiden, för första gången 1920/1921. Hammarby slutade på tredje plats. 1922 kvalificerade man sig till final i Svenska mästerskapet. Finalen spelades på Stockholms stadion mot Gais den 8 oktober och Gais vann med 3–1. Hammarbys laguppställning i finalen: Rikard Westling – Gösta Wihlborg, Reinhold Norberg – Samuel Bengtsson, Helge Andersson, Paul Sellberg – Ernst Westerlund, Gustaf Pettersson, Per Gösta Nilsson, Gustaf Björk, N Wigzell.
När Allsvenskan startades 1924/1925 var Hammarby, i och med sina goda resultat i Svenska serien och Svenska mästerskapet på 1920-talet, ett av lagen som fick delta. Den första matchen spelades borta mot Örgryte IS den 3 augusti 1924. Efter 11 minuter tog Hammarby ledningen genom Rikard Larsson, vilket visade sig bli Allsvenskans första mål någonsin. Matchen förlorades dock med 5–1 och man slutade sist efter endast två segrar och åkte ur Allsvenskan.

## 1925–1947

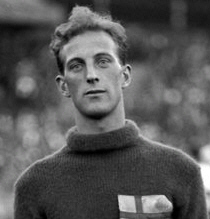
Målvakten Sven Bergqvist ("Svenne Berka") med svenska landslaget 1935.

De närmaste 14 säsongerna huserade Hammarby i division 2, svensk fotbolls nästa högsta serie. Först säsongen 1936/1937 vann man sin division, men förlorade mot IK Brage i kvalet till Allsvenskan. Efter seriesegern 1937/1938 blev det återigen förlust i kvalet, den här gången mot Hallstahammars SK. Tredje gången gillt blev det 1938/1939, då man besegrade IFK Norrköping i kvalet och var klara för sin andra allsvenska säsong.
Hammarbys laguppställning i kvalet:

Sven Bergqvist – Bertil Lundell, Åke Löfgren – John Karlsson, Oscar Schirmer, Folke Adamsson – Stig Andersson, Åke Andersson, Stig Karlsson, Gunnar Bengtsson, Sven-Arne Henning.
Hammarbys andra sejour i Allsvenskan 1939/1940 slutade inte mycket bättre än den första, och efter bara tre segrar och en sista plats blev man åter degraderade. Botten nåddes säsongen 1946/1947, då man efter att ha slutat sist i division 2 blev relegerad två divisioner på grund av förändringar i seriesystemet. Det här var Lennart "Nacka" Skoglunds första säsong med Hammarby.
Nu rådde verklig kris i Hammarby. Ekonomin hade kollapsat och klubbens hela existens var hotad. Den tidigare spelaren Folke Adamsson tog över som tränare och Lennart Nyman blev ny ordförande i Hammarby IF. Många av de äldre spelarna slutade och alla utom en, Åke "Plutten" Andersson, av spelarna som även spelade ishockey lämnade. På sex säsonger skulle man ta Hammarby från division 4 tillbaka till Allsvenskan.

## 1947–1954
1947/1948 vann Hammarby direkt division 4 och blev uppflyttade till division 3. 1949/1950 vann man division 3 och var tillbaka i division 2. Nu följde fyra säsonger i division 2, då man slutade fyra, fyra, sexa respektive etta. Under vintern 1949/1950 värvade AIK "Nacka" Skoglund. "Nacka" hann med tre och en halv säsong i Hammarby före flytten. Säsongen 1953/1954 vann Hammarby de sju första matcherna. Med tre omgångar kvar, den 23 maj 1954, mötte Hammarby Örebro SK på bortaplan. Örebro var Hammarbys främsta rival till seriesegern och ledde med 2–0 i halvtid, men Hammarby kom tillbaka i andra halvlek och ordnade oavgjort efter mål av Rolf Rydvall och Rune Larsson. Inför sista omgången ledde Hammarby serien med en poäng före Örebro och hade att möta Avesta AIK borta. Hammarby vann matchen med 4–2 medan Örebro förlorade med 2–1. Hammarby vann därmed division 2 utan en enda förlust och var tillbaka i Allsvenskan.
Segern hade klarats med endast 15 spelare:

Lars Wretman – Hans Nell (Ragge Blom), Valter Andersson – Gerhard Hill (Aldor Eriksson), Olle Nyström, Georg Kraemer (Hasse Möller) – Rolf Rydvall, Rune Larsson, Folke Holmberg, Rune Björklund, Bernt Westerlund (Acke Eriksson).

## 1954–1969
Hammarby var tillbaka i Allsvenskan 1954/1955 för tredje gången, och efter en sjätteplats lyckades man för första gången klara sig kvar. Från 1954/1955 till 1967 spelade Hammarby i Allsvenskan under 10 av 13 säsonger. Som bäst slutade man sexa 1954/1955 och 1959, och under den här perioden kämpade Hammarby mestadels för att undvika nedflyttning. 1957/1958 var man åter i division 2, men där stannade man bara en säsong (en lång säsong dock, då Sverige då gick från att spela höst–vår till vår–höst, för att undvika det 5–6 månader långa vinteruppehållet). Division 2 vanns efter att Rune Larsson gjort 41 mål och Skellefteå AIK besegrades i kvalet.
Laget:

Lars Wretman – Hans Nell, Tore Apelgren – Gösta Lundell, Olle Nyström, Aldor Eriksson – Axel "Acke" Eriksson, Karl-Evert "Ya" Skoglund, Lars-Ove "Larsa" Johansson (Arne Larsson), Bernt "Spaden" Westerlund, Lars "Råttan" Boman.
Säsongen 1961 hade en dramatisk avslutning. Inför den sista omgången låg Hammarby på nedflyttningsplats på 18 poäng, lika många som AIK och Degerfors IF, men med sämre målskillnad. I den sista omgången mötte Degerfors AIK medan Hammarby på Råsunda inför 21 271 åskådare tog emot IFK Göteborg. Om Degerfors och AIK spelade oavgjort skulle Hammarby vinna, annars skulle ett oavgjort resultat räcka. Efter 32 minuter var Göteborg uppe i en 3–0-ledning. Men Hammarby lyckades reducera innan halvtidspausen. Per den 74:e matchminuten hade Lars-Ove "Larsa" Johansson hunnit göra två mål och kvitterat. Samtidigt visade resultattavlan att Degerfors tagit ledningen. Hammarby lyckades hålla oavgjort och klarade sig kvar. 1961 var även året som Tom Turesson gjorde debut för Hammarby.
När Hammarby spelade i Division 2 1964 var Lennart "Nacka" Skoglund tillbaka och i sin comeback skruvade han en hörna direkt i mål, ett mål som blivit klassiskt i Hammarbykretsar. 1966 gjorde både Kenneth "Kenta" Ohlsson och Ronnie Hellström debut för Hammarby. Hammarby avslutade 1960-talet med två säsonger i division 2, men efter att ha vunnit serien och kvalet 1969 var man tillbaka i Allsvenskan 1970.
Laget i kvalserien:

Ronnie Hellström - Peter Claesson, Benny Dahlhielm, Björn Carlswärd, Peter Edlund - Gunnar Qvarforth, Inge Persson, Lars Lundqvist - Kenneth Ohlsson, Jan Sjöström, Sören Mannberg - Christer Axelsson.

## 1970–1981
1970 började Hammarbys så här långt längsta svit i Allsvenskan - 19 säsonger. Efter halva säsongen 1970 hade man bara samlat ihop 6 poäng och låg sist i tabellen. Men man var obesegrade i de sista 11 matcherna vilket betydde att Hammarby - eller "Bajen" som man nu börjat kallas - klättrade upp till en slutlig femteplats, den så långt bästa placeringen någonsin. 1971 gjorde Matte Werner debut och 1972 gjorde Billy Ohlsson - yngre bror till Kenta Ohlsson - debut.
1977 nådde man en sjundeplats. För första gången nådde man final i Svenska cupen. Man mötte Östers IF på Söderstadion, men förlorade med 1-0 efter mål av Anders Linderoth, som långt senare skulle bli Hammarbys tränare.

Finallaget:

Gunnar Wilhelmsson - Mats Werner, Thom Åhlund, Björn Hedenström, Klas Johansson - Jan Svensson, Johan Hult, Billy Ohlsson, Kenneth Ohlsson - Jan Sjöström, Mikael Rönnberg - Börje Forsberg, Thomas Sjöberg.
1979 låg man efter 21 omgångar på en femteplats, endast 2 poäng efter Halmstad i topp. Men efter bara 2 poäng på de sista fem matcherna slutade man på en sjätteplats. Matte Werner blev dock den första hammarbyare att vinna skytteligan (14 mål). Följande år - 1980 - hamnade Hammarby femma i Allsvenskan, tillsammans med 1970 det bästa resultatet så långt. Det här året blev Billy Ohlssons skyttekung med 19 mål.

## 1982
1982 införde Fotbollförbundet allsvenskt slutspel om SM-guldet. Det var ett försök att öka intresset för fotbollen i Sverige efter vikande publiksiffror. Antalet lag minskades till 12 och de åtta främsta var kvalificerade till kvartsfinal i slutspelet. Bengt Persson var ny tränare för Hammarby och man slutade på andra plats och var klara för kvartsfinal.
I kvartsfinalen besegrade Hammarby Örgryte IS med sammanlagt 6-1. I semifinalen väntade IF Elfsborg. Det blev en tuff match på Ryavallen där Elfsborg vann med 3-1. Sex dagar senare var det returmatch på Söderstadion, där Hammarby vann med 3-0 efter mål av Michael Andersson, Jonnie Efraimsson och Peter Gerhardsson. Finalplatsen var klar, där seriesegrarna IFK Göteborg väntade. Hammarby vann den första matchen i Göteborg med 2-1. I returmatchen på Söderstadion gick IFK Göteborg upp i en 3-0-ledning innan Hammarby reducerade till 3-1, vilket blev slutresultatet och guldet gick till IFK Göteborg. Hammarby hade slutat tvåa i serien och vann därför Stora Silvret.

Hammarbys lag:

Anders Forsberg - Per Holmberg, Björn Hedenström, Sten-Ove Ramberg, Klas Johansson - Thomas Dennerby, Mats Wahlberg, Michael Andersson, Ulf Eriksson - Jonnie Efraimsson, Peter Gerhardsson - Kenneth Ohlsson, Thom Åhlund.

## 1983–1988
1983 nådde Hammarby för andra gången finalen i Svenska cupen, där man återigen mötte IFK Göteborg. Hammarby förlorade med 1-0 efter förlängning.
 
Finallaget:

Anders Forsberg - Sulo Vaattovaara, Björn Hedenström, Sten-Ove Ramberg, Klas Johansson - Thomas Dennerby, Mats Wahlberg, Michael Andersson, Ulf Eriksson - Kenneth Ohlsson, Peter Gerhardsson - Jan Wegerman, Michael Samuelsson.
1983 deltog Hammarby för första gången i en av UEFA:s europeiska cuper, Cupvinnarcupen. Efter att ha besegrat albanska KS 17 Nëntori i den första omgången, åkte man ut mot finska FC Haka efter förlängning. 1985 deltog man i UEFA-cupen för första gången och besegrade FK Pirin i den första omgången. I den andra omgången väntade skotska St. Mirren. Hemmamatchen slutade 3-3 efter att Hammarby tappat ledningen 3-1. I returmatchen tog St. Mirren ledningen efter 20 minuter, en ledning som stod sig till slutminuterna. I den 87:e minuten kvitterade Hammarby och i den 89:e gjorde man segermålet vilket tog Hammarby till den tredje omgången. Även denna gång började man hemma mot tyska FC Köln. Matchen spelades i slutet av november och planen var helt snötäckt. Per Holmberg gjorde två mål i andra halvlek, vilket gav Hammarby en 2-1-seger. I returmatchen tog Hammarby ledningen, men FC Köln kom tillbaka och vann till slut matchen med 3-1, och Hammarby var utslagna.
Hammarby följde upp framgångarna i Allsvenskan 1982 med en femteplats 1983 och förlust i kvartsfinalen mot seriesegrarna AIK. 1984 blev det en fjärdeplats och man tog hem Bronsmedaljerna. I slutspelet blev det förlust i semifinalen mot IFK Norrköping efter straffsparksläggning. Efter 1984 kvalificerade sig Hammarby inte till något slutspel igen (fr.o.m. 1985 gick bara de fyra första i Allsvenskan till slutspel och slutspelet upphörde helt efter 1990). Efter att ha missat slutspel med två eller tre poäng tre år i rad, slutade Hammarby sist 1988 och fick lämna Allsvenskan efter 19 år.

## 1989
1989 tog den förre spelaren Kenta Ohlsson över som tränare. Inför den sista omgången ledde Vasalunds IF med en poäng och 6 måls bättre målskillnad före Hammarby. I den sista omgången mötte Vasalund Luleå FF/IFK Luleå borta medan Karlstads BK tog emot Hammarby. Förutsättningarna var att om Vasalund vann sin match, vann de även serien. Vid oavgjort skulle Hammarby behöva vinna med minst 6 mål för att passera. I halvtid ledde Hammarby med 2-0 medan det stod 0-0 i Luleå. Hammarby gjorde 4-0 i den 87:e minuten och strax efter var matchen i Luleå slut och Vasalund tror att man för första gången nått Allsvenskan. Samtidigt i den 90:e minuten gör Hammarby 5-0. Under tilläggstid får Hammarby en hörna och Niclas Jönsson gör 6-0 och Hammarby vinner Division I på fler gjorde mål och är tillbaka i Allsvenskan.

Laget:

Jari Poutianen - Klas Johansson, Bo Larenius, Mattias Stenskog (Tomas Turesson 70), Peter Hautalahti - Leif Strandh, Fredrik Forsén, Michael Andersson, Mikael Rönnberg (Niclas Jönsson 55) - Kimmo Tarkkio, Thomas Lundin.

## 1990–1996
Allsvenskan 1990 låg Hammarby sist mest hela säsongen och åkte ur. Nu följde en svår tid, med tre raka säsonger i division 1, stora ekonomiska problem och vid ett tillfälle bara timmar från en konkurs. 1993 vann Hammarby Division 1 Norra och var åter i Allsvenskan. 1994 slutade Hammarby på kvalplats och man säkrade det allsvenska kontraktet efter 4-1 borta och 2-2 hemma mot Kalmar FF. 1995 slutade Hammarby näst sist och åkte ur igen. 1996 slutade man tvåa i Division 1 Norra och missade i det allsvenska kvalet efter 2-1 och 1-3 mot Trelleborgs FF. Man gick till semifinal i Svenska cupen, där man förlorade med 1-0 mot AIK.

## 1997–2000
1997 fyllde Hammarby IF 100 år och man anlitade Rolf Zetterlund som tränare. I den första matchen mot Djurgården tog Hammarby ledningen med 1-0. Under tilläggstiden blev Kim Bergstrand utbytt mot Jonas Kling. Det var dock Hammarbys fjärde byte. I hemmamatchen mot Djurgården kvitterade Hammarby till 2-2 på en hörna på tilläggstid och Hammarby var tillbaka i Allsvenskan.
1998 ledde Hammarbys Allsvenskan under en lång tid. På slutet spelade man dock inte lika bra men Hammarby säkrade till slut tredjeplatsen och det Lilla Silvret. 1999 låg Hammarby sist efter 16 omgångar och tränaren Rolf Zetterlund fick gå. In kom istället Sören Cratz. Med en match kvar låg Hammarby på kvalplats, med risk att bli relegerade direkt. Hammarby besegrade Trelleborg med 4-1 medan övriga resultat gick Hammarbys väg och man nådde 10:e platsen och klarade det allsvenska kontraktet. 2000 slutade Hammarby på 8:e plats.

## 2001
2001 avslöjades att Hammarbys skulder var mycket större än man trott och på medlemsmötet röstade man in en ny ordförande. Allsvenskan 2001 började väldigt bra för laget och man var obesegrade de första sju omgångarna. Under sommaren följde Hammarbys starkaste period för säsongen. Nu bestämde Hammarbys styrelse att kontraktet med tränare Sören Cratz inte skulle förlängas för att Hammarby ville spela en mer attraktiv fotboll. Beslutet svetsade dock samman laget och man höll sig kvar i toppen. Den 21 oktober 2001 tog Hammarby emot Örgryte IS på Söderstadion. En vinst skulle innebära att Hammarby blev svenska mästare. Örgryte tog ledningen, men Hammarby kvitterade efter en halvtimme. I andra halvlek vräkte sig Jonas Stark fram på ett inlägg och nickade halvt liggande in 2-1. En kvart senare pricksköt Kennedy Bakircioglu in 3-1 i högra krysset. Hammarby vann med 3-2 och var svenska mästare.

## 2002–2005
Inför 2002 fick Hammarby en ny tränare, Anders Linderoth. Hammarby fick kämpa i botten av den Allsvenska tabellen under hela 2002 och säkrade det allsvenska kontraktet först i den sista omgången. Efter 3-1-segern hemma mot Helsingborgs IF hyllades Helsingborgs tränare Sören Cratz, Hammarbys guldtränare från 2001, varpå han gjorde ett ärevarv för att ta emot hyllningarna. Helsingborg sparkade Sören Cratz dagen efter matchen. Hammarby deltog i kvalspel till Champions League. Efter 1-1 hemma mot FK Partizan Belgrad så blev det respass direkt efter 0-4 i Belgrad. Allsvenskan 2003 fanns Hammarby bland topp tre hela säsongen. Hammarby slutade på andra plats och tog hem det Stora Silvret.
I Allsvenskan 2004 mötte Hammarby AIK på Råsunda i den 24:e omgången. Efter att Hammarby tagit ledningen utbröt oroligheter på AIK:s norra ståplatsläktare, vilket orsakade domaren att avbryta matchen. Efter avbrottet lyckades AIK kvittera. Hammarby hamnade till slut på en sjätteplats. Det var även spel i UEFA-cupen där man först besegrade isländska IA Akranes för att sedan åka ut mot Villarreal CF. Allsvenskan 2005 klarade Hammarby till slut fjärdeplatsen och Bronset. 2005 deltog Hammarby i Royal League, som hade införts året innan. 

## 2006–2008
I matchen på Söderstadion mot Djurgården i Allsvenskan 2006 ledde Djurgården med 3-0 i halvtid. I andra halvlek utbröt det oroligheter på Hammarbys norra läktarsektion och domaren avbröt matchen. Matchen färdigspelades inte. Resultatet fastställdes till 3-0 till Djurgården och Hammarby fråntogs 3 poäng och fick 75 000 kronor i böter. Hammarby slutade på en tredje plats och vann Lilla Silvret. Efter den allsvenska säsongen tog Tony Gustavsson över som tränare.
2007 kvalificerade sig Hammarby till UEFA-cupen efter att ha vunnit Intertoto. Hammarby besegrade norska Fredrikstad FK efter 2-1 på Råsunda och 1-1 i returen efter att Sebastián Eguren slagit in en straff på tilläggstid. Sen blev portugisiska SC Braga för svåra. Allsvenskan 2008 gjorde Suleyman Sleyman sitt första och enda mål för Hammarby, då han kvitteringen till 2-2 mot AIK. Hammarby hamnade slutligen på en niondeplats.